# Luís Pimentel (jornalista)
Luís Pimentel (Feira de Santana, 1953) é um escritor e jornalista brasileiro.

## Biografia
Cresceu e teve sua formação básica na cidade de Feira de Santana de onde mudou-se para o Rio de Janeiro para estudar teatro. Ali, contudo, dedicou-se ao jornalismo e à literatura.
Trabalhou em várias publicações e jornais, como O Pasquim (1976-1977), na Mad do Brasil, Última Hora, O Dia e outros.
Como escritor, é autor de dezenas de obras, em vários estilos, e dedicadas aos públicos infantil ou adulto, além das biografias de Wilson Batista e Luiz Gonzaga, havendo ganho vários prêmios literários. Foi, ainda, roteirista em programas de humor da televisão, como Escolinha do Professor Raimundo.
Seu trabalho também é voltado para a música do Brasil, havendo editado a revista Música Brasileira, que ainda encontra sua versão no meio digital.
Coordenou, também, a publicação de Paixão e Ficção - Contos e Causos de Futebol, no qual escreveu um texto, ao lado de figuras como Zico, Armando Nogueira, Aldir Blanc, entre outros.